# Markhamia lutea
Markhamia lutea là một loài thực vật có hoa trong họ Chùm ớt. Loài này được (Benth.) K.Schum. mô tả khoa học đầu tiên năm 1895.